# AKIBAドラッグ&カフェ
AKIBAドラッグ&カフェは、かつて東京都千代田区に存在した、ダイコクが運営するステージ付きメイド喫茶とドラッグストアの複合店舗。通称であるアキドラと呼ばれるときは、カフェを指すことが多い。

## 概要
大阪でライブハウス型レストラン（現名称「DDP Theater」）を運営していたダイコクが、東京・秋葉原にドラッグストア（ダイコクドラッグ秋葉原薬店）を出店する際、ステージ付きメイドカフェを併設したことによって誕生した店舗。当初はドラッグコーナーが過半を占めていたが、数度の改装を経てカフェが大部分を占めるようになり、最終的にはドラッグコーナーを閉店したことで、カフェだけが残る形になった。路面店であるうえ、メイドカフェとしては世界最大級の広さを有することもあり、テレビや雑誌などの取材を受けることも多かった。本格的なライブステージがあることから、多数のライブイベントが開催され、秋葉原アイドルカルチャーの一大拠点となった。カフェはアイドルカフェの要素が強く、キャストはアキドラスタッフと呼ばれた。

## 沿革
- 2013年7月 - AKIBAドラッグ&カフェ開店。アニメ『進撃の巨人』とタイアップし、自社所有のフェラーリを同作の公式痛車化[2][3]。オープンを記念してアイドルライブイベントを開催[4]。以降、毎月最終日曜日に定例でアイドルライブを開催する端緒となる。
- 2013年8月 - カフェオープン。期間限定で、アニメ『ローゼンメイデン』とのコラボ営業を実施。アリスプロジェクトのアイドルによる平日定例ライブがスタート。
- 2013年11月 - 公開レッスンスペースを設置。日替わりでアイドルが公開レッスンをする運営がスタート。
- 2014年1月 - ドラッグコーナーを改装し、イートインカウンター付きのコンビニコーナーを設置。アキドラスタッフによる定例アイドルライブ出演が始まる。
- 2014年4月 - 新歓フェアと称した新規客増加と新人スタッフ定着を狙ったプログラムを実施。フェアの最後に「アキドラ入学式」を開催。以降、3か月ごとに入学式が開催される。
- 2014年8月 - ドラッグコーナーを大幅縮小し、カフェを拡張。ステージ観覧できるエリアが拡大したことにより、最大300人収容のライブスペースとなる。
- 2014年9月 - 第1回「アキドラアイドルオーディション」を開催。合計3回開催されたこのオーディションから、アキドラ発のアイドルユニット「異国のファルマチスタ」が誕生した[5]。
- 2014年10月 - アニメ『アカメが斬る!』とのコラボ営業を実施。「アキドラ看板娘」を開催。
- 2014年12月 - もみほぐしコーナーを移転拡張。
- 2015年1月 - 第1回「GIRLS REVOLUTION」を開催。
- 2015年2月 - 「アキドラスタンプ娘」を開催。
- 2015年3月 - DDプリンセスが「一大告白ウィーク」と称したリリースイベントを開催。
- 2016年2月29日 - 薬局部門であるダイコクドラッグ秋葉原薬店を閉店。営業規模をメイドカフェとイベントホールのみに縮小。
- 2016年4月8日 - メイドカフェ閉店、DDPシアター新宿店に移転。
- 2016年5月8日 - AKIBAアイドルフェスティバル開催を以て完全閉店。

## 特徴
- メイドカフェにしては珍しくチャージが無料であるため、安心して長居することができた。また、メイドカフェとしては異例の広さを誇り、在籍キャスト数も他店より多かった。そのため、多数の常連が多数のキャストと長時間接触することとなり、結果として客とスタッフと店が一体的な独特の風土を形成していた。
- メイドカフェのわりに萌え要素が少なく、店内の内装もシンプルであった。おまじないや「ご主人様」と呼ぶなどのこともしない。反面、本格的なステージがあり、定期的にキャストがライブを行うことから、アイドルカフェとして認知されていた。また、多数の現役アイドルも在籍していた。
- 「アキドラ看板娘」や「アキドラスタンプ娘」など、キャスト同士を「ゆるやかに」競争させる店内企画を定期的に実施していた。
- オープン以来毎月最終日曜日にアイドルライブを開催していた。この日は終日ライブイベントになるため、カフェの営業はなかった。また、このイベントには、キャストからチームA、チームK、チームDの3チームが出演し、他の出演アイドルを上回る集客を見せた。
- カフェ営業中の毎時0分からキャストによる「10分ライブ」が行われた。500円で演目をリクエストすることもできた。休日には、外部アイドルが飛び入りで出演することもあった。
- オリジナル曲「サンキュー」[6]は、アキドラのイメージソングとなり、ほぼすべてのキャストがパフォーマンスすることができた。アキドラのアイドルライブで最も盛り上がる曲のひとつであった。
- アキドラのイベントは、アイドルライブだけでなく生誕祭や決定戦などの店内イベントを含めて、そのほとんどがニコニコ生放送で中継された。

## 開催イベント
- アキドラアイドルLive - オープン以来毎月最終日曜日に開催された。3部制。1部は入場無料で、2部、3部は入場料1,000円。毎回50組を超える地下アイドルが出演する秋葉原屈指のアイドルイベント。2015年2月の開催で、累計集客数が2万人を超えた[7]。
- 平日定例ライブ - 平日毎日17時から外部アイドルを招いて開催された。当初はアリスプロジェクトのスライムガールズがメインゲストで、アリス十番やスチームガールズなどアリスプロジェクト所属アイドル中心のライブイベントあったが、その後様々なアイドルが日替わりで出演する運営に変った。アキドラ発のアイドルユニット「異国のファルマチスタ」やDDプリンセスも出演していた。このライブには、無料の立見席が設けられていた。
- アキドラスーパーNight - 毎週火曜日の夜に開催。当初入場無料で開催されていた「アキドラプレミアムNight」を組み替える形で始まった。回によってテーマ（アキドラ出身のアイドル、ロック色の強いアイドルなど）を決めて開催することがあった。
- GIRLS REVOLUTION - 2015年1月から始まった新企画。1ユニット30分という長い尺を設け、アキドラがセレクトした「未来のビッグスター」を集めたアイドルライブ[8]。
- 民安Rock - 民安ともえによるRockイベント。毎月最終月曜日の夜に開催された。
- ステーション♪定期 - 隔週木曜日の夜に開催された、Jolly Roger所属アイドルによるライブ。無料の立見席が設けられた。
- アキバアイドルフェスティバル - 略称「A.I.F.」。毎月第2日曜日開催。旧「アキバ千円」。秋葉原sixteenなどの他会場と同時開催される。他会場で集客1位となったアイドルがアキドラ会場のトリを飾る運営になっていた。
- 生☆生TV - アキドラ制作のニコ生番組。不定期開催。マラソンやゲーム、カラオケ選手権、クイズなどバラエティーに富んだ内容であった。サンドウィッチマンが友情出演したこともある。